# Sydafrikas generalguvernør
Sydafrikas generalguvernør (engelsk: The Governor-General of the Union of South Africa, afrikaans: Goewerneur-generaal van Unie van Suid-Afrika) var et embede, der eksisterende i den sydafrikanske union fra 1910 til 1961. 
Generalguvernøren var den britiske monarks (fra 1931: den sydafrikanske monarks) repræsentant i landet, og han var Sydafrikas de facto statsoverhoved. Det var generalguvernøren og premierministeren, der havde den udøvende magt.   